# Bešenovo
Bešenovo (izvirno srbsko Бешеново) je naselje v Srbiji, ki upravno spada pod Občino Sremska Mitrovica; slednja pa je del Sremskega upravnega okraja.

## Demografija
V naselju, katerega izvirno (srbsko-cirilično) ime je Бешеново, živi 765 polnoletnih prebivalcev, pri čemer je njihova povprečna starost 40,2 let (38,9 pri moških in 41,5 pri ženskah). Naselje ima 290 gospodinjstev, pri čemer je povprečno število članov na gospodinjstvo 3,33.
To naselje je, glede na rezultate popisa iz leta 2002, večinoma srbsko, a v času zadnjih 3 popisov je opazen porast števila prebivalcev.
|  |

| Demografija | Demografija     | Demografija     |
| Leto        | Št. prebivalcev | Št. prebivalcev |
| ----------- | --------------- | --------------- |
|             |                 |                 |
|             |                 |                 |
|             |                 |                 |
|             |                 |                 |
| 1948        | 1051            |                 |
| 1953        | 1084            |                 |
| 1961        | 1145            |                 |
| 1971        | 1146            |                 |
| 1981        | 1028            |                 |
| 1991        | 913             | 911             |
| 2002        | 970             | 965             |
|             |                 |                 |

| Etnična sestava po popisu iz leta 2002 | Etnična sestava po popisu iz leta 2002 | Etnična sestava po popisu iz leta 2002 | Etnična sestava po popisu iz leta 2002 | Etnična sestava po popisu iz leta 2002 |
| -------------------------------------- | -------------------------------------- | -------------------------------------- | -------------------------------------- | -------------------------------------- |
| Srbi                                   | Srbi                                   |                                        | 945                                    | 97,92%                                 |
| Hrvati                                 | Hrvati                                 |                                        | 2                                      | 0,20%                                  |
| Ukrajinci                              | Ukrajinci                              |                                        | 2                                      | 0,20%                                  |
| Madžari                                | Madžari                                |                                        | 2                                      | 0,20%                                  |
| Jugoslovani                            | Jugoslovani                            |                                        | 2                                      | 0,20%                                  |
| Makedonci                              | Makedonci                              |                                        | 1                                      | 0,10%                                  |
| Neznano                                | Neznano                                |                                        | 11                                     | 1,13%                                  |